# Tramwaje w Rheineck
Tramwaje w Rheineck − zlikwidowany system komunikacji tramwajowej w szwajcarskiej gminie Rheineck, działającym w latach 1909−1958.

## Historia
Normalnotorową (1435 mm) linię tramwajową w Rheineck otwarto 2 października 1909. Ruch na linii prowadziła spółka Rheineck–Walzenhausen (RhW). Linia o długości 816 m połączyła dworzec kolejowy ze stacją kolejki linowej. Linię tramwajową wraz z kolejką linową zamknięto 1 maja 1958, a ich trasy przebudowano na kolejkę zębatą.

## Tabor
Początkowo w gminie był jeden wagon typu CFm1/2 o nr 1, który został wyprodukowany w 1909 przez SWS/Saurer. W 1910 wyprodukowano drugi tramwaj typu CFe1/2, któremu nadano nr 2. Wagon ten został wyprodukowany przez SWS/BBC.